# Picides
A Picides madarak (Aves) osztályába és a harkályalakúak (Piciformes) rendjébe tartozó alrendág.

## Tudnivalók
Ez a madáralrendág a harkályalakúakon belül magába foglalja a mézkalauzféléket és a harkályféléket. Mivel röptük és hangkiadásaik igen hasonlóak, korábban úgy vélték, hogy a mézkalauzfélék és a bajuszosmadárfélék nagyon közeli rokonok. Azonban a törzsfejlődéses (philogenesis) vizsgálatok bebizonyították, hogy a mézkalauzfélék inkább a harkályfélékkel állnak közelebbi rokonságban. Az alrendág két családja testvércsoportokat alkotnak.

## Rendszerezésük
Az alrendágba az alábbi 2 család tartozik:
- mézkalauzfélék (Indicatoridae) Swainson, 1837
- harkályfélék (Picidae) Vigors, 1825

## Fordítás
- Ez a szócikk részben vagy egészben  a   Picides című angol Wikipédia-szócikk ezen változatának fordításán alapul.  Az eredeti cikk szerkesztőit annak laptörténete sorolja fel. Ez a jelzés csupán a megfogalmazás eredetét és a szerzői jogokat jelzi, nem szolgál a cikkben szereplő információk forrásmegjelöléseként.